# Saint-Fiel
Saint-Fiel település Franciaországban, Creuse megyében. Lakosainak száma 1079 fő (2022. január 1.). Saint-Fiel Anzême, Glénic, Guéret, Sainte-Feyre és Saint-Sulpice-le-Guérétois községekkel határos.

## Népesség
A település népessége az elmúlt években az alábbi módon változott:
| Lakosok száma | 403  | 548  | 709  | 900  | 1014 | 1037 | 1036 | 1049 | 1049 | 1079 |
|               | 1968 | 1982 | 1990 | 2006 | 2013 | 2015 | 2017 | 2019 | 2020 | 2022 |